# Gene Bates
Gene Bates (Stirling, Austràlia Meridional, 4 de juliol de 1981) és un ciclista australià, que fou professional del 2006 al 2009.

## Palmarès
- 2003
  -  Campió d'Austràlia en ruta sub-23
  - 1r al Giro de les dues Províncies
- 2004
  - 1r a la Parma-La Spezia
- 2005
  - 1r a la Piccola Sanremo